# Alessandro Cutolo
Alessandro Aldo Cutolo (* 28. März 1899 in Neapel; † 15. März 1995 in Mailand) war ein italienischer Historiker, Fernsehmoderator und Autor.

## Leben
Cutolo, der Sohn von Guglielmo Cutolo und Bice Bozzini, erlangte zunächst ein Diplom in Paläografie und erlangte einen Abschluss in Rechtswissenschaften, Literaturwissenschaft und Philosophie. Er lehrte als ordentlicher Professor für Mittelalterliche Geschichte an der Universität La Sapienza in Rom sowie der Bibliografie und Bibliothekswissenschaft an der Università Statale di Mailand. Er war der erste Herausgeber der Monatsschrift Historia, die erstmals im Dezember 1957 erschien. Daneben leitete er das Staatsarchiv und das Historische Archiv der Stadt Neapel.
Große Popularität in der Allgemeinheit erlangte Cutolo durch die Moderation der Fernsehsendung Una risposta per voi, die bei der RAI von 1954 bis 1968 ausgestrahlt wurde, eine der ersten Wissenschaftssendungen auf dem Bildschirm, in der Cutolo auf unterhaltsame und nachvollziehbare Weise auch schwierige Fragen beantwortete. In einem Privatsender war er bis in die 1980er Jahre in solchen Sendungen tätig. Ein PR-Mann der RAI erklärte: Er wusste alles, oder es schien zumindest so. Er erklärte alles einfach, verständlich, einleuchtend. Auf die brieflichen Anfragen antwortete er immer mit einem augenfälligen oder witzigen Beispiel.
Diese Popularität wurde auch durch seine schauspielerischen Aktivitäten gestärkt, die er ab 1962 bis 1974 mit acht Auftritten betrieb und bei denen er meist Alberto Sordi als Charakterdarsteller zur Seite stand.

## Filmografie (Auswahl)
- 1962: Il commissario
- 1966: Unsere Ehemänner (Nostri mariti)
- 1968: Sing nicht, schieß! (Non cantare, spara) (Fernsehfilm)
- 1974: Finché c'è guerra c'è speranza

## Bibliografie

### Geschichtswerke
- Antonio Genovese : profilo, Neapel, ITEA editrice, 1925
- I privilegi dei sovrani angioini alla Città di Neapel, Neapel, 1929
- La questione ungherese a Neapel nel secolo XIV, Budapest, tip. Franklin, 1929
- Maria d'Enghien, Neapel, ITEA editrice, 1929
- Il decurionato di Neapel: 1807–1861, Neapel, a cura del Comune, 1932
- Arrigo VII e Roberto d'Angiò, Neapel, Cooperativa tipografica sanitaria, 1932
- Gli Angioini, Florenz, Nemi, 1934
- Da diplomatico a giacobino: la vita di Luigi Pio attraverso il suo carteggio inedito, Rom, La Libreria dello Stato, 1935
- Re Ladislao d'Angiò-Durazzo, 2 vol., Mailand, U. Hoepli, 1936
- Gaspare Rosales : vita romantica di un mazziniano, Mailand, U. Hoepli, 1938
- Scanderbeg, [S.l.], Istituto per gli studi di politica internazionale, 1940
- I precedenti e gli albori della signoria di Gian Galeazzo Visconti, Mailand, U. Hoepli, 1950
- Viaggio nel Medioevo italiano : 476-1453, Mailand, Valentino Bompiani, 1955
- Il duca di Brindisi, Mailand, A. Martello, 1960
- Storie minime, Neapel, Fiorentino, 1963
- Mito e realtà della prima Crociata, Avellino, Lions Club, 1964
- Giovanna II : la tempestosa vita di una regina di Neapel. Novara, Istituto Geografico De Agostini, 1968

### Anderes
- I romanzi cavallereschi in prosa e in rima del fondo Castiglioni presso la Biblioteca Braidense di Mailand, Mailand, Istituto di biblioteconomia e bibliografia "Ulrico Hoepli", Università di Milano, 1944
- Sonetti stravaganti : Sandrino e Mario, Edizione fuori commercio di 300 esemplari numerati, Mailand, Edizioni dell'armadillo, 1955
- Neapel fedelissima, Mailand, A. Martello, 1958
- Lezioni di bibliografia e biblioteconomia : raccolte dal dott. Luigi Banfi, Mailand, La goliardica, 1960
- Nostalgia di Neapel : Almanacco Torriani 1963, disegni di Gennaro Vitiello, Mailand-Rom, Torriani, 1963
- Tra vecchie carte ed amorose storie, Neapel, A. Berisio, 1978